# Indianersiedlung Zollstock

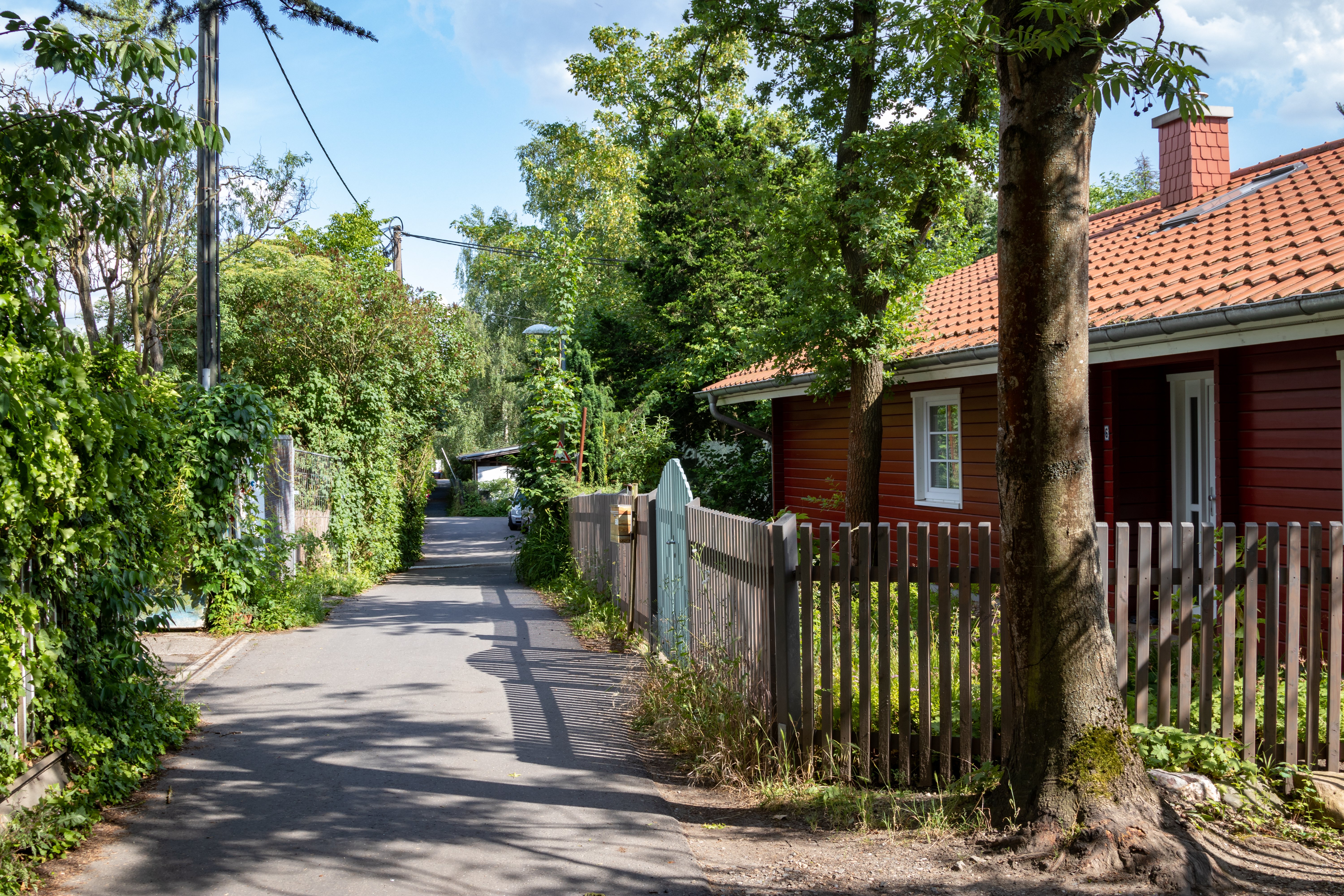
Straßenszene in der Indianersiedlung Zollstock

Die Indianersiedlung Zollstock, auch Minnesota in Köln genannt, ist eine Ende der 1920er Jahre im Kölner Stadtteil Zollstock entstandene Siedlung.

## Lage
Die Indianersiedlung liegt im Stadtteil Zollstock, zwischen dem Güterbahnhof Eifeltor und dem Südfriedhof. Nach Norden hin wird die Siedlung von einem Wohngebiet begrenzt, nach Süden von einer Kleingartenanlage, die wiederum an den äußeren Grüngürtel grenzt. Sie ist erschlossen durch den Kalscheurer Weg, von dem aus im rechten Winkel schmale Stichstraßen die Siedlung durchkreuzen, die als Kalscheurer Weg S, ST, T, U, V und W bezeichnet werden.

## Entwicklung
Ende der 1920er Jahre wurde auf Grund der Notverordnungen von Reichskanzler Heinrich Brüning durch den Kölner Oberbürgermeister Konrad Adenauer kinderreichen Familien von Arbeitslosen Siedlungsgrund zur Bebauung überlassen. Dazu zählte auch das Behelfssiedlungsgelände Oberer Komarweg, auf dem Parzellen zur Bebauung zugewiesen wurden. Hierzu wurden an die Familien Bauscheine vergeben. Es gab nur geringe Auflagen, wie eine betonierte Sickergrube oder das Auffangen des Regenwassers in Tonnen. Mit dem Hausbau musste spätestens innerhalb eines Jahres begonnen worden sein, weil sonst das Baurecht verfiel. Deshalb wurden viele Häuser sehr individuell erstellt.
Nach dem Zweiten Weltkrieg siedelten sich Flüchtlinge in der Siedlung an. Später ließen sich auch Studenten aus der alternativen Szene hier nieder. 1978 bedrohte die Änderung des Flächennutzungsplans die Siedlung. Dort war die Erweiterung des Südfriedhofs vorgesehen. Diese Pläne konnten jedoch abgewendet werden. Die Genossenschaft Kalscheurer Weg eG kaufte das Gelände Ende der 1990er Jahre der Deutschen Bahn ab und ist nun Eigentümer des Geländes.
Die Genossenschaft plant eine Erweiterung der Siedlung um gut 100 Wohnungen des sozialen Wohnungsbaus. Zudem ist eine fünfzügige Kita geplant.

## Namensgebung

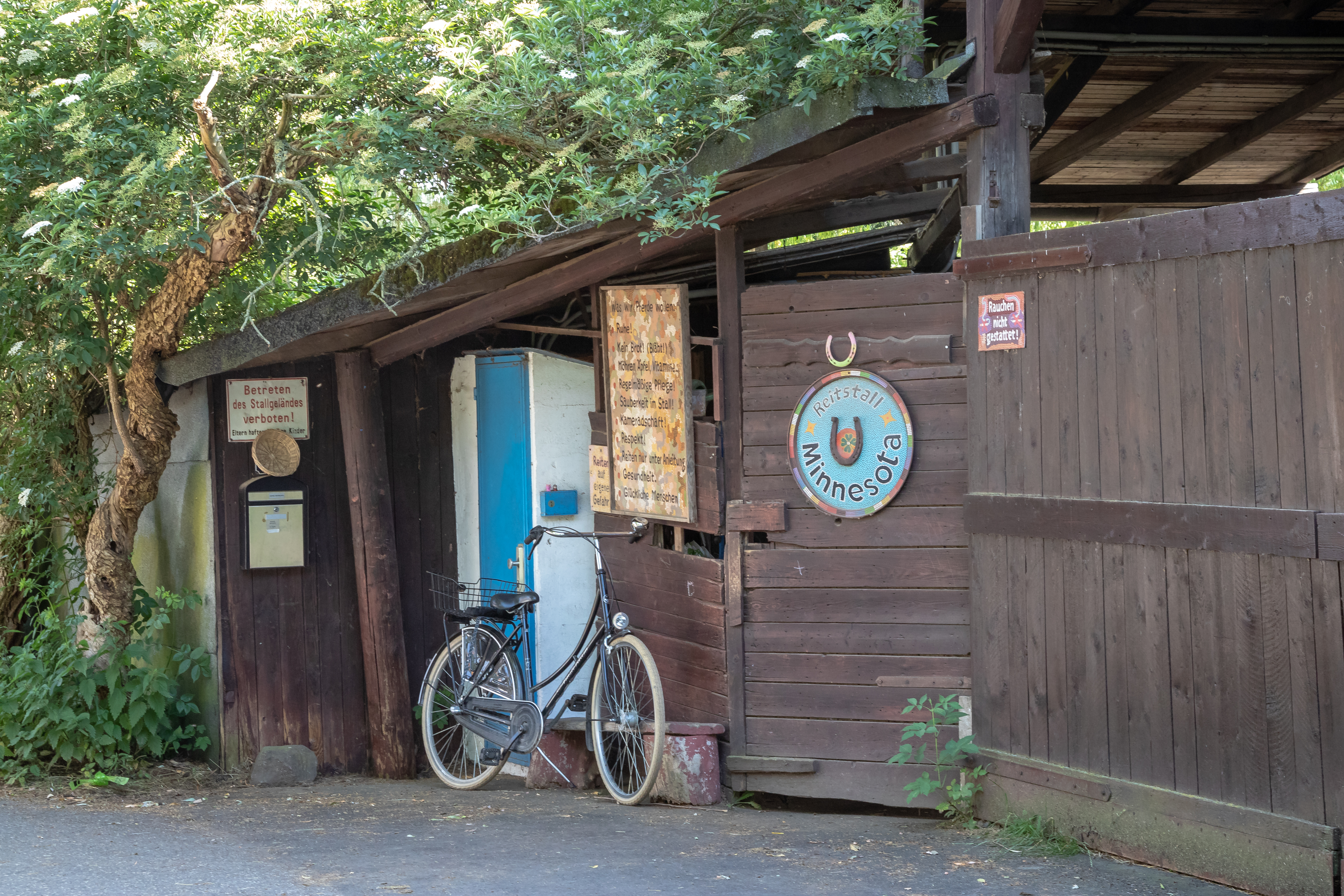
Reitstall „Minnesota“ in der Indianersiedlung

Der Begriff Indianersiedlung geht auf den Journalisten und Buchautor Hans Conrad Zander zurück, der in der Siedlung lebte. Auf Reisen durch Nordamerika lernte er ein Indianerreservat kennen. Die Siedlung in Zollstock empfand er als ähnlich eigenwillig und prägte deshalb den Begriff Indianersiedlung, der sich seitdem hält, auch weil die Siedlung einen recht wilden, eigenwilligen Charakter hat.